# Ороси (Калифорнија)
Ороси (енгл. Orosi) насељено је место без административног статуса у америчкој савезној држави Калифорнија.

## Демографија
По попису из 2010. године број становника је 8.770, што је 1.452 (19,8%) становника више него 2000. године.
| Група             | 2000.         | 2010.         |
| Белци             | 468 (6,4%)    | 301 (3,4%)    |
| Афроамериканци    | 26 (0,4%)     | 65 (0,7%)     |
| Азијати           | 747 (10,2%)   | 803 (9,2%)    |
| Хиспаноамериканци | 6.000 (82,0%) | 7.606 (86,7%) |
| Укупно            | 7.318         | 8.770         |